# Antonio Pedrero
Antonio Pedrero Yéboles (Zamora, 19 de enero de 1939) es un pintor y escultor español. Es académico correspondiente de la Real Academia de Bellas Artes de Santa Isabel de Hungría de Sevilla y también lo es de la Real Academia de Bellas Artes de Nuestra Señora de las Angustias de Granada.

## Biografía
Desde niño estuvo influenciado por los pasos de Semana Santa que se guardaban en una panera que había frente al bar regentado por sus padres, La Golondrina. Sus primeros pasos como artista los dio modelando barro de la calle y pintando con tiza sobre el pavimento de las aceras. Cuando empezó a pintar sobre papel, su padre exponía sus dibujos en el bar, donde Julio Mostajo vio una de sus obras, Los tres mosqueteros, e incitó a su padre para que lo enviara a una escuela de artes.
En 1947, comenzó los estudios de arte en la Escuela de Arte "San Ildefonso", de Zamora, donde entró en contacto con los pintores Daniel Bedate y José María García Castilviejo. En 1953, fue admitido en la Escuela Superior de Bellas Artes San Fernando de Madrid, donde obtuvo menciones de carácter extraordinario. Allí estuvo hasta 1958 pasando ese mismo año a la Escuela de Artes Gráficas de Madrid.
Ese mismo 1958, volvió a Zamora para empezar su carrera como "un pintor desconocido". En 1959 realiza el lienzo del Bautismo de Jesús, pintura mural que realizó en la iglesia de San Vicente de Muga de Sayago en 1959, que retocó en 1994 y llevó a lienzo posteriormente (2008).
Allí conocerá a su futura esposa, Luisa Rojo Carbajo, con quien tuvo tres hijos: Antonio, Ana y Rafael. Poco a poco, Antonio comenzó a darse a conocer mediante concursos, premios, etc.
En 1961 fue llamado para cumplir el servicio militar. En 1983 consiguió obtener por oposición una plaza de profesor de dibujo artístico y comenzó a ejercer como tal ese mismo año en Zamora. En 1985, fue profesor en la escuela de "Artes y oficios" de Salamanca.
Aunque comenzó su carrera como escultor, su vocación se decantó después por la pintura, pero en algunos momentos volvió a la escultura, como en 1985, en que presentó una obra a un concurso, logrando un trofeo de la Junta Pro Semana Santa de Zamora.
En 1988 volvió a Zamora como director de la Escuela de Arte, en sustitución de Alfonso Bartolomé, durante cuatro años.
Finalmente, se jubiló en 2004, y, cinco años después, fue operado del corazón, retirándose casi totalmente del mundo de la escultura.

## Inicios
Pedrero demostraba, ya desde niño, un gran interés en el mundo artístico. Siendo un niño ya le gustaba pintar con tiza en el pavimento a sus héroes favoritos como "El Guerrero del Antifaz", o modelar en barro los pasos de Semana Santa.
Realiza su primer autorretrato en 1953 poco a poco va desarrollando sus habilidades y obteniendo premios a través de concursos nacionales para darse a conocer. Una de sus obras obtuvo la tercera medalla en un concurso de Barcelona en Bellas Artes, más tarde sería conocido a nivel internacional con exposiciones por Túnez, Alejandría, San Luis, San Diego y Venezuela.

## Estilo
Pedrero posee un estilo figurativo con cierta abstracción en la interpretación de las cosas. Por esa época el arte abstracto imperaba en el mundo plástico pero como él mismo afirma "yo nunca he podido hacer una pintura abstracta pura. Había críticos que decían que mi pintura no era abstracta, sino extractos. Podría describirse como una nueva figuración que partía de lo abstracto pero lo aplicaba a sensaciones plásticas vividas"
Diversos críticos nacionales como José María Moreno Galbán, María Rosalía Hidalga, Carlos Areán, José Hierro, Brasas Esido y Simón Marchán le han incluido en diversas publicaciones sobre el arte español.

## Influencias
Sus primeras obras tienen una gran influencia de la pintura barroca española por autores tales como Goya, Velázquez y el Greco. Gracias a su viaje a Italia en los años 60, pudo descubrir la pintura primitiva italiana sienesa (Giotto, Piero della Francesca...), que será parte importante en su carrera artística.
También hay una gran influencia de pintores modernos como Picasso, que, en palabras de Antonio, "es el genio número uno para mi". Pero no solo tiene influencias pasadas, sino que afirma sentir gran interés por pintores contemporáneos como Bruno Saeti, al que tuvo el placer de conocer en Venecia; Daniel Vázquez Díaz, al que considera "uno de los maestros españoles contemporáneos".

Artísticamente, el movimiento que más le ha influenciado es el cubismo, aunque más en el plano teórico (construcción del plano, composición y valores de conceptos) que en el práctico.

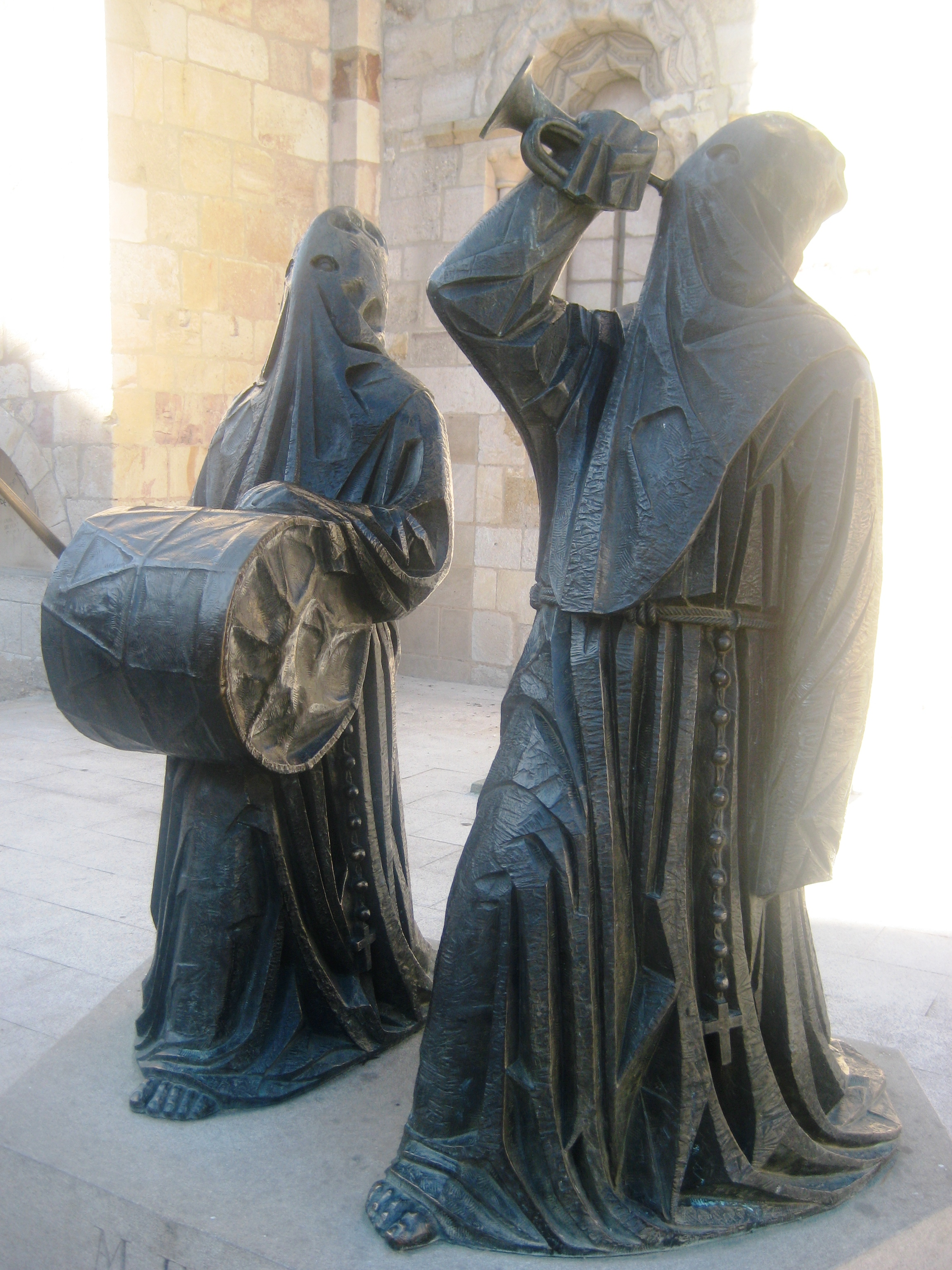
Merlú en Zamora.

## Obras y exposiciones

### Exposiciones

#### Individuales
- Zamora y Valladolid 1961.
- Exposición Antológica de Retrato, Zamora. Galería Castilla, Valladolid. Galería Estil, Valencia. Festivales de España (itinerante) 1966.
- Exposición de Retratos y Dibujos, Zamora 1970. Zamora. 1971.
- Sala Caja de Ahorros de Salamanca, Zamora 1975. Zamora. 1976.
- Casa de Cultura "Homenaje a Picasso", Zamora 1981
- Exposición retrospectiva, Colegio Universitario, Zamora 1987.
- Sala "Antonio Pedrero" de Caja Duero, Zamora 2001[2]
- Exposición "Zamora en la mirada", Museo de Zamora 2024.[3]
- Exposición "El Cerco de Zamora 952 aniversario", Biblioteca Pública del Estado 2024.[4]

#### Colectivas
- Antología de primavera al aire libre, Madrid 1960.
- Paisaje español (itinerante), Hispanoamérica. Antología de primavera al aire libre, Madrid 1962.
- Antológica. Fundación "Rodríguez Acosta", Granada. Bienal de Alejandría, Egipto. Arte español contemporáneo, Túnez 1968.
- Pintores figurativos de la España actual, Madrid, San Luis y San Diego (EE.UU.) 1969.
- Antológica. Fundación "Rodríguez Acosta", Madrid 1970.
- Antología de primavera al aire libre, Madrid 1973.
- XXX años de arte al aire libre, Madrid 1983.
- Arte contemporáneo, (Fondos Caja Salamanca), Valladolid y Plasencia 1985.
- Arte de ayer y de hoy (itinerante), Junta de Castilla y León 1987.
- Generación del 58, Escuela de "San Fernando", Madrid y Ávila 1981.
- Pintores y escultores contemporáneos de Castilla y León, Expo 92, Sevilla 1992 .
- "Contrapunto y Morada", Las Edades del Hombre, Salamanca 1993-1994.
- Arte en Zamora (itinerante). Guimaraes, Torres Novas, Santarem, Lamego, Coímbra, Oporto, Lisboa (Portugal). Arte contemporáneo castellano-leonés y portugués. 1994
- El Duero que nos une (itinerante), Zamora, Salamanca, Palencia 1994.
- XII Bienal de Zamora (artista invitado), Zamora 1994-95
- 250 aniversario del nacimiento de Goya. Exposición "Académicos de Santa Isabel de Hungría", Sevilla 1996.
- Zamora y la modernidad, siglo XX, Zamora 1997.
- Cien años de arte en Zamora, Zamora 1998-99.[2]

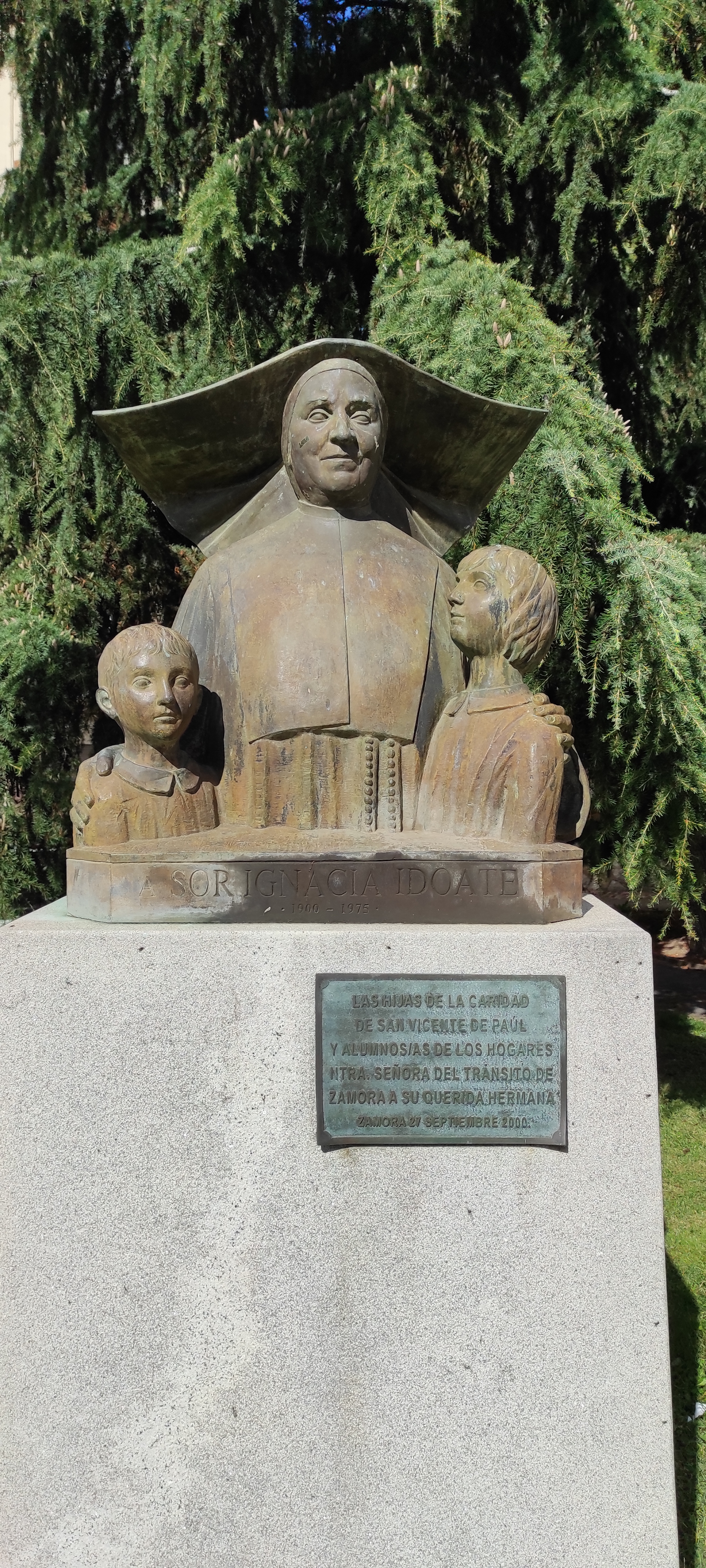
Monumento a Sor Ignacia Idoate (Zamora)

## Obras

### Esculturas
- "Barandales de honor", 1985.
- "La gobierna", 1992.
- "Pero-mato", 1992.
- "Monumento al Merlú", 1995/96.

- "Jesús Nazaneno de la congregación", 1999.
- "Sor Ignacia Idoate", 2000.

### Pinturas
- Mural "La vendimia", 1960 (desaparecido)[5]
- Mural "El Cerco de Zamora", 1964.[4]
- "Sanabresa con dos niños", 2001[6]
- "Testamento del rey Fernando I", 1987/88
- "Roca en el agua", 1989
- "Castillo de Alba", 1991
- "Voto de la Villa de Villalpando a la Inmaculada Concepción 1466", 1996/97
- "Zamora y el Duero", 1999
- "Campesino", 2001
- "Homenaje a Salamanca" (Boceto para mural), 2010[7]
- "La golondrina", 1960, oficina Unicaja Banco.[1]

## Premios y reconocimientos
- Premio Nacional del SEU, Madrid, 1958.[1]
- Premio Litografía en la Escuela Nacional de Artes Gráficas en 1958.[8]
- Premio Nacional de la "Fundación Rodríguez-Acosta". Granada, 1960.
- Premio "Fernández Araoz" de Escultura, Valladolid, 1960.
- Tercera medalla nacional de Bellas Artes, Barcelona, 1960.
- Primer premio nacional I Bienal "Ciudad de Zamora", 1971.
- "Vecino del año” en 2019, otorgado por la Federación de Asociaciones de Vecinos".[9]
- "Premio de Excelencia Cultural 2012” concedido por la Fundación Caja Rural de Zamora.[9]
- Propuesto a "Hijo predilecto de Zamora" en 2021.[1]